# Platz des 18. März
Platz des 18. März er en central plads i Berlin, Tyskland. Pladsen er beliggende på vestsiden af Brandenburger Tor for enden af Straße des 17. Juni, og er en pendant til Pariser Platz, der ligger på østsiden af Brandenburger Tor.
Navnet refererer til datoen 18. marts, hvor Martsrevolutionen fandt sted i 1848 og hvor de første frie valg til DDR's parlament, Volkskammer, blev afholdt i 1990. Ved valget sluttede et stort flertal sig til en tysk genforening.
Fra 1700-tallet og frem til 1934 bar pladsen navnet Platz vor dem Brandenburger Tor, fra 1934 Hindenburgplatz efter præsident Paul von Hindenburg, der døde samme år. I 1958 fik pladsen atter navnet Platz vor dem Brandenburger Tor. Bydelsrådet i bydelen Mitte besluttede i 1997, at pladsen skulle omdøbes til Platz des 18. März 1848, men beslutningen mødte modstand hos Berlins senat under senator for byggeri Jürgen Kleemann (CDU). Forbundsdagens præsident foreslog navnet Platz des 18. März som et kompromis, hvormed pladsen både refererede til 1848-revolutionen og begyndelsen på genforeningen i 1990. Pladsen fik officielt dette navn 15. juni 2000.

52°30′59″N 13°22′38″Ø / 52.51628°N 13.37736°Ø